# Schweizer Badmintonmeisterschaft 1964
Die Schweizer Badmintonmeisterschaft 1964 fand in Lausanne statt. Es war die zehnte Austragung der nationalen Titelkämpfe im Badminton in der Schweiz.

## Finalresultate
| Disziplin    | Sieger                       | Finalist                           | Ergebnis          |
| ------------ | ---------------------------- | ---------------------------------- | ----------------- |
| Herreneinzel | Heinz Honegger               | Jürg Honegger                      | 4-15, 15-7, 15-9  |
| Dameneinzel  | Heidi Müller                 | Lotti Füller                       | 11-3, 11-5        |
| Herrendoppel | Jürg Honegger Heinz Honegger | Albert Bodmer Hans-Peter Conzett   | 15-9, 15-12       |
| Damendoppel  | Suzy Grob Lotti Füller       | Vreni Schkölzinger Ursula Wanner   | 15-6, 15-17, 15-8 |
| Mixed        | Edgar Schneider E. Häner     | Hans-Peter Conzett Dora Hörnlimann | 15-11, 15-10      |